# Campo Cuatro, Sinaloa
Campo Cuatro är en ort i Mexiko.   Den ligger i kommunen El Fuerte och delstaten Sinaloa, i den västra delen av landet, 1 200 km nordväst om huvudstaden Mexico City. Campo Cuatro ligger 22 meter över havet och antalet invånare är 175.
Terrängen runt Campo Cuatro är mycket platt. Runt Campo Cuatro är det ganska tätbefolkat, med 80 invånare per kvadratkilometer. Närmaste större samhälle är Los Mochis, 10,0 km söder om Campo Cuatro. Trakten runt Campo Cuatro består till största delen av jordbruksmark.